# Brico Dépôt
Brico Dépôt es una cadena de tiendas especializadas en decoración, bricolaje y materiales de construcción con presencia en España y Polonia. Brico Dépôt es una filial de Kingfisher Group. La cadena tiene su sede en Longpont sur Orge, Essonne, Francia. En España, la cadena tiene 28 sucursales, mientras que en Francia cuenta con 107 tiendas y Portugal con 2, abiertas en 2014. En 2013, el grupo Kingfisher Group , adquiere las 15 tiendas que posee BricoStore en Rumania, que pasarán a ser Brico Dépôt a partir de 2014. La primera tienda en España abrió en Viana (Navarra), en 2003.